# زرمان (فیروزکوه)
زرمان، روستایی از توابع بخش ارجمند شهرستان فیروزکوه در استان تهران ایران است.

## جمعیت
این روستا در دهستان دوبلوک قرار دارد و براساس سرشماری مرکز آمار ایران در سال ۱۳۹۰، جمعیت آن ۱۵۴ نفر (۴۵خانوار) بوده‌است.

## زبان
مردم زرمان مانند اهالی روستای وزنا به زبان مازندرانی صحبت می‌کنند.